# Fútbol en Extremadura
En la comunidad autónoma española de Extremadura, el fútbol, principalmente masculino, es uno de los deportes más populares de la región. Sin embargo, los equipos de fútbol de esta región no han cosechado grandes éxitos en las categorías nacionales. Tan solo dos equipos, los hoy en día extintos Club Polideportivo Mérida y Club de Fútbol Extremadura, han conseguido participar brevemente en la Primera División de la Liga. Mientras que en fútbol femenino solo Santa Teresa CD, SPC Llanos de Olivenza y CFF Irex Puebla han logrado militar en la Primera División Femenina siendo este último campeón de dicha liga en la temporada 1999-00.
Actualmente equipos destacados son la A. D. Mérida en Primera Federación; el C. F. Villanovense, el C. P. Cacereño, el C. D. Don Benito y el C. D. Coria en Segunda Federación y el C. D. Badajoz y el C. D. Extremadura en Tercera Federación.
El último club extremeño que jugó en el fútbol profesional fue el Extremadura UD, que jugó en Segunda División desde 2018 hasta 2020. Dos años después el club anunció su liquidación debido a los problemas económicos que tenía.
Con la desaparición del CD Badajoz, fundado en 1905 y re-fundado en 2012, el equipo extremeño más veterano es el Club Polideportivo Cacereño, fundado en 1919. Sin embargo, Extremadura no contó con una federación de fútbol hasta que el 24 de septiembre de 1924 se fundó en Don Benito la primera Federación Extremeña. Dicha federación tuvo que formar una federación conjunta con la provincia de Huelva en 1932, y tras la guerra civil española tuvo que unirse un tiempo con la Federación Andaluza. Temporadas después volvió a independizarse, y actualmente Extremadura sigue contando con su propia federación, ahora con sede en Badajoz. En 2007 se fundó la selección de fútbol de Extremadura.
Los equipos extremeños de Tercera Federación juegan en el Grupo XIV. A partir de la temporada 2021-22 se creó la Tercera Federación que sustituyó a la antigua Tercera División, manteniendo el grupo XIV como el grupo extremeño. La Primera División Extremeña se divide en cuatro grupos de 12 equipos cada uno. La Segunda División Extremeña es la división más baja de la región, está compuesta por cinco grupos de 12 equipos a excepción de un grupo que contiene 13 equipos.
Entre los estadios extremeños destacan el Estadio Nuevo Vivero de Badajoz,  el Estadio Romano de Mérida, el Estadio Francisco de la Hera de Almendralejo y el Estadio Príncipe Felipe de Cáceres.

## Clubes
El Club Deportivo Badajoz, fundado en 1905, fue el club decano del balompié extremeño hasta su desaparición y suma 20 participaciones en la Liga de Fútbol Profesional a lo largo de su historia. El CP Mérida y el CF Extremadura, hoy desaparecidos, consiguieron participar en la Primera División y el CD Badajoz militó 20 temporadas en Segunda División. El nuevo club que surgió después de su disolución adquirió los derechos sobre su nombre, escudo, marca y distintivos históricos para recuperar su nombre original, así como los trofeos y resto de bienes del club. Actualmente es el CP Cacereño el club más antiguo de la región, fundado en 1919, pero tan solo cuenta con 1 participación en Segunda División.

## Jugadores
Véase también: Selección de fútbol de Extremadura

## Estadios
Entre los estadios extremeños destacan el Estadio Nuevo Vivero de Badajoz, el Estadio Romano de Mérida, el Estadio Francisco de la Hera de Almendralejo y el Estadio Príncipe Felipe de Cáceres. Los dos primeros han sido escenario de partidos internacionales de la Selección española de fútbol en categoría absoluta, mientras que los segundos han albergado partidos de la Selección nacional en diversas categorías inferiores. Además, el Estadio Nuevo Vivero de Badajoz formó parte de los estadios seleccionados como sedes para la Candidatura Ibérica Copa Mundial de Fútbol 2018 que finalmente se celebró en Rusia.

## Competiciones
- Tercera División de España (Grupo XIV)
- Tercera Federación (Grupo XIV)
- Copa Extremadura
- Primera División Extremeña
- Segunda División Extremeña